# Palayan
Palayan è una città componente delle Filippine, capoluogo della Provincia di Nueva Ecija, nella Regione di Luzon Centrale.
Palayan è formata da 20 baranggay:
- Atate
- Aulo
- Bagong Buhay
- Bo. Militar (Fort Magsaysay)
- Caballero
- Caimito
- Doña Josefa
- Ganaderia
- Imelda Valley
- Langka
- Malate (Pob.)
- Maligaya
- Manacnac
- Mapait
- Marcos Village
- Palale
- Popolon Pagas
- Santolan
- Sapang Buho
- Singalat